# マイヅルテンナンショウ
マイヅルテンナンショウ（舞鶴天南星、学名:Arisaema heterophyllum）は、サトイモ科テンナンショウ属の多年草。
花序付属体は先が長く伸長し、S字状に屈曲して、仏炎苞の外に出て直立する。

## 特徴
球茎は扁球形で、球茎上には多数の子球をつける。植物体の高さは60-120cmになる。葉は1個で、小葉は17-21個が鳥足状につく。小葉は狭倒卵形、しばしば線形で、縁は全縁で、頂小葉は両端のものと比べて著しく小さい。茎状の偽茎部は高さ30-70cmになり、葉柄部および花序柄より長い。
花期は5-6月。花序柄は葉柄より長い。仏炎苞はふつう緑色で、一部紫色をおびる。筒部は長さ4-10cmになり、細長い。舷部は広卵形で、長さ3-10cm、幅1.5-5cmになり、先は尾状に伸びて鋭くとがり、基部は広く開出する。花序付属体は基部がやや太く、その上でS字状に曲がり、さらに仏炎苞の外に出て伸び、長さ20-30cmになる。
雌雄同株または雄株で、雌雄同株の場合は、花軸の下部に雌花が密につき、上部に雄花がまばらにつく。

## 分布と生育環境
日本では、本州、四国、九州に分布し、低地の水辺の草地、湿地、疎林下に生育する。世界では、朝鮮半島南部、中国大陸、台湾に分布する。

## 名前の由来
和名マイヅルテンナンショウは、「舞鶴天南星」の意。花序と葉の様子をツルが舞っている様子にたとえたもの。1856年（安政3年）に出版された飯沼慾斎の『草木図説』には、「花梗長メ葉上ニ出頗ル翔鶴ノ態アリ。故ニマヒヅルノ名ヲ得」とある。
種小名（種形容語）heterophyllum は、「異葉性の」の意味。

## 分類
日本には染色体数2n=168の12倍体のものが分布する。台湾と中国大陸の暖地には2n=28の2倍体が分布し、雌雄同株の花序の雄花が少数で、その上部に角状の突起がある。

## 保全状況評価
絶滅危惧II類 (VU)（環境省レッドリスト）
（2019年、環境省）

## ギャラリー

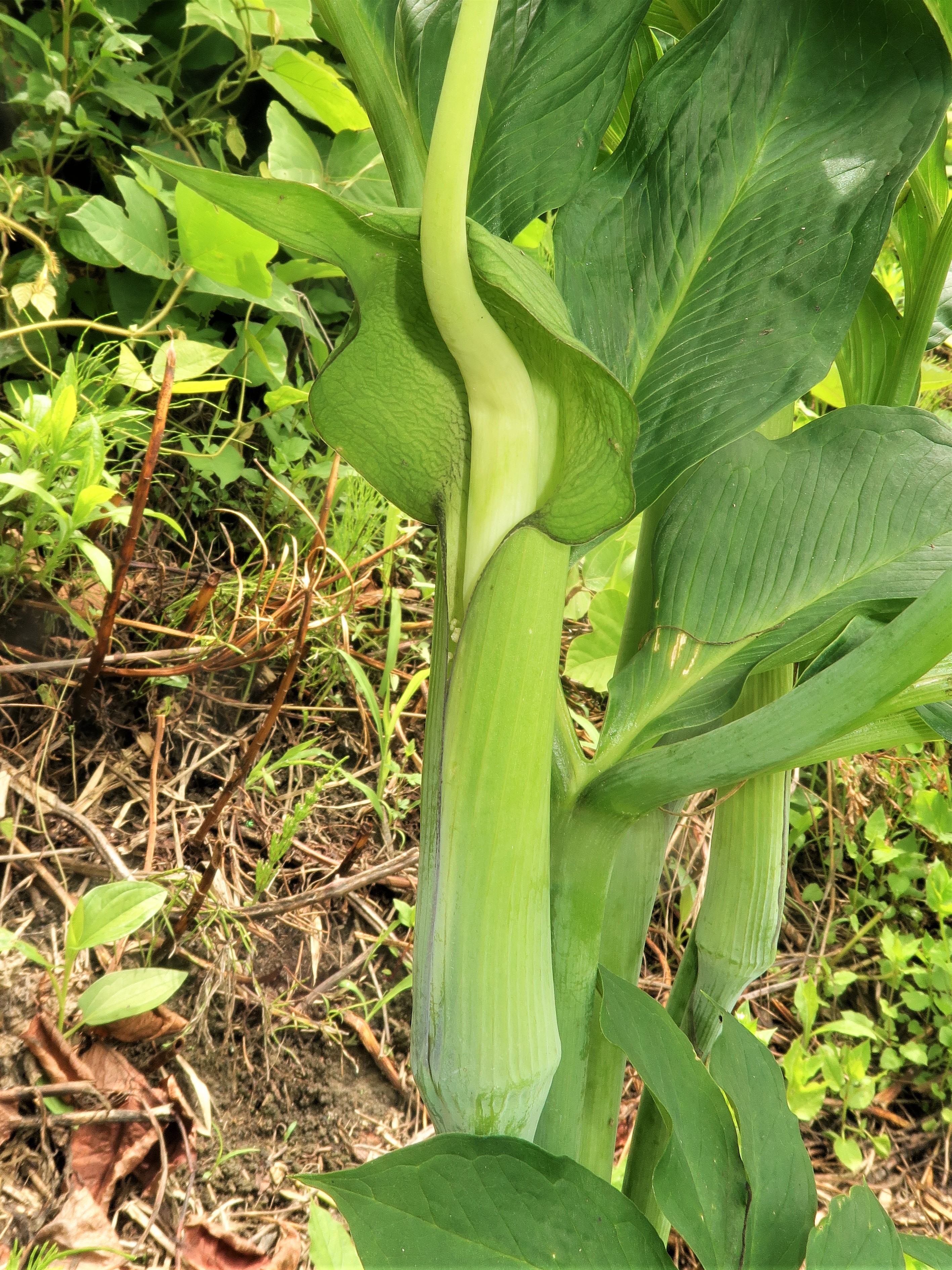
仏炎苞は緑色で、舷部は広卵形で、基部は広く開出する。花序付属体は基部がやや太い。
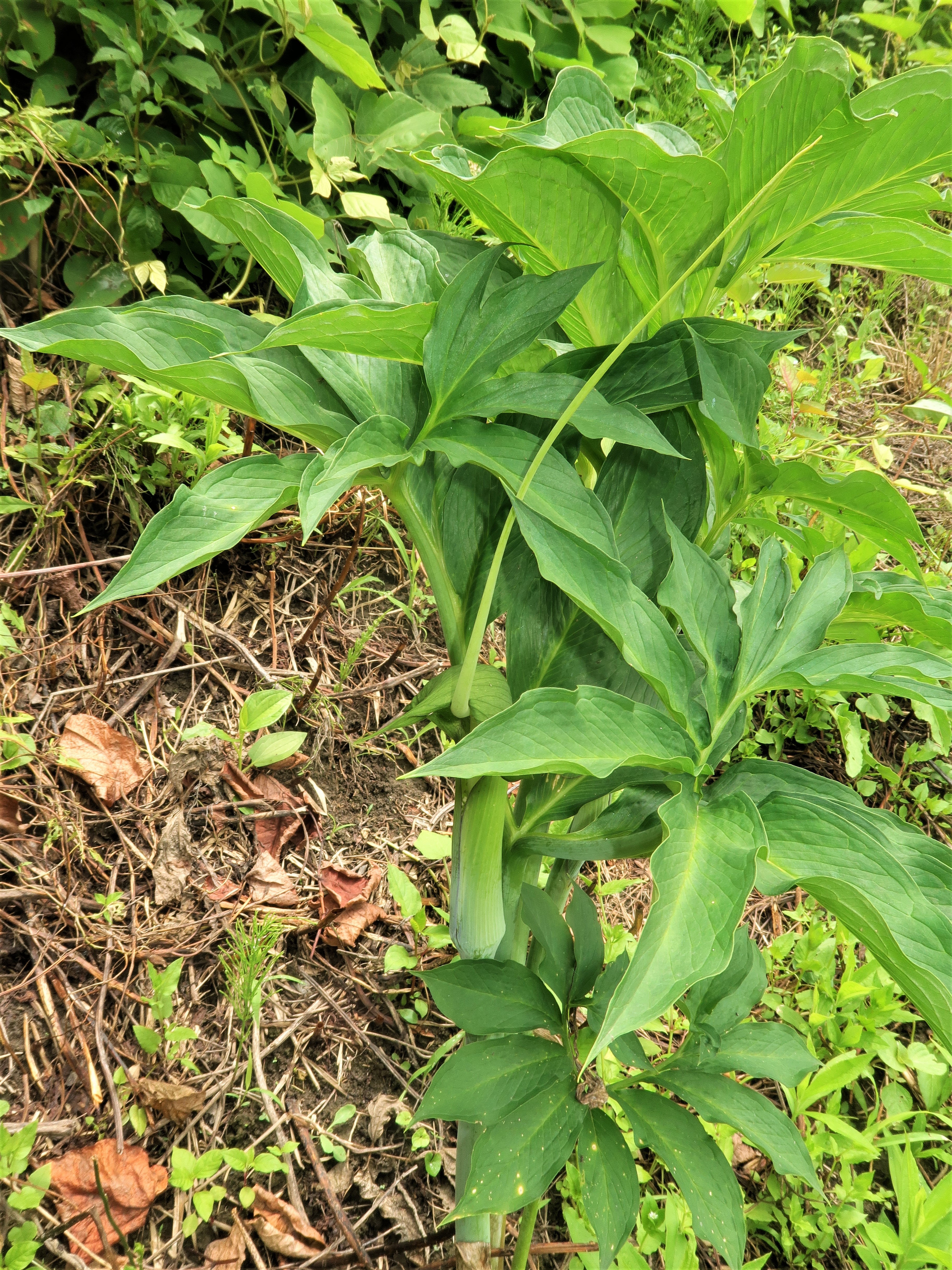
花序付属体は先が長く伸長し、S字状に屈曲して、仏炎苞の外に出て直立する。
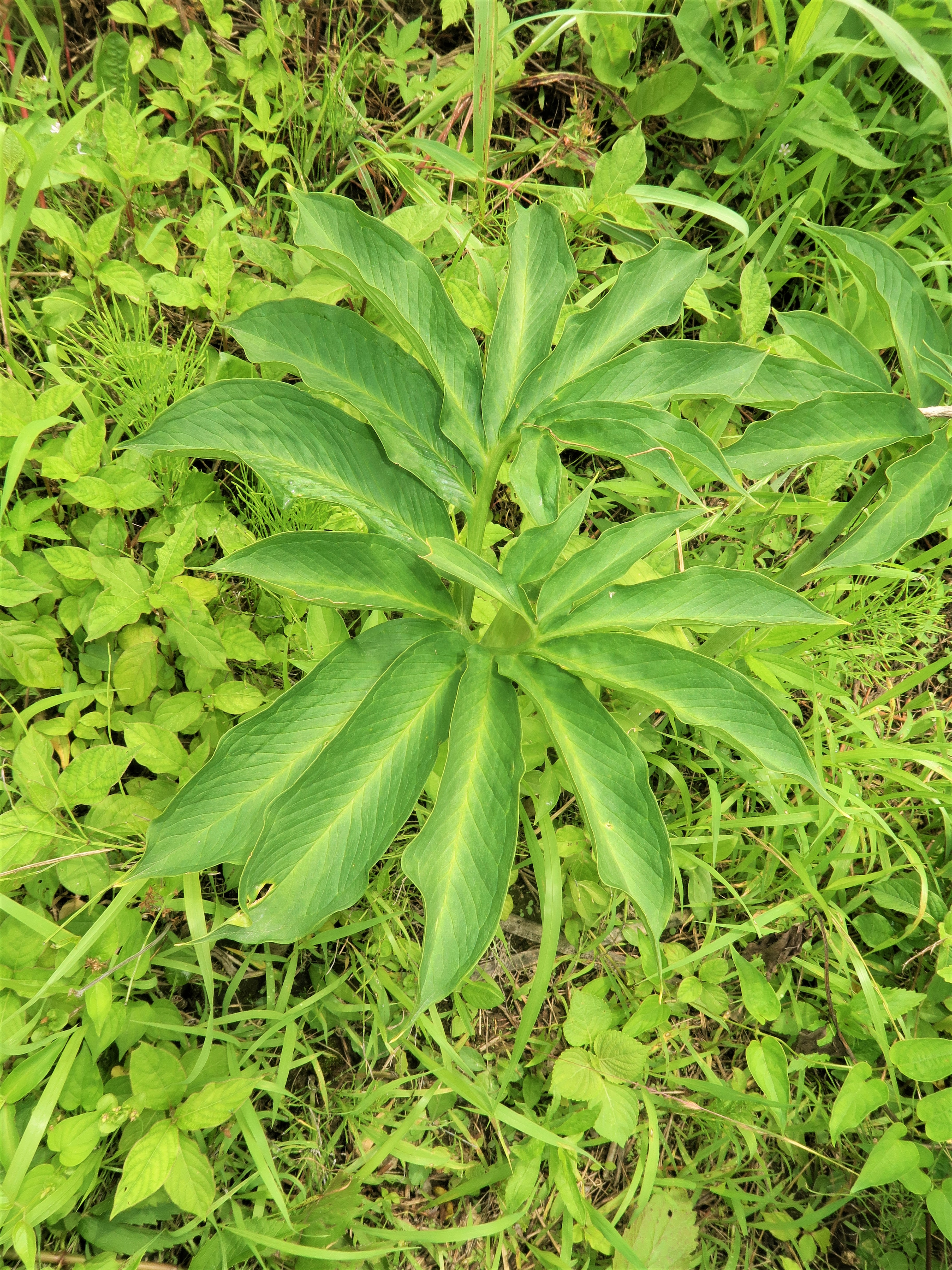
葉は1個で、小葉は17-21個が鳥足状につく。

## 近縁種
北アメリカ産の Arisaema dracontium（英語）が近縁と考えられている。また、ウラシマソウ節 Sect. Flagellarisaema にウラシマソウ、ナンゴクウラシマソウ、ヒメウラシマソウがある。
- ウラシマソウ Arisaema thunbergii Blume subsp. urashima (H.Hara) H.Ohashi et J.Murata[8] - 日本固有種[9]。北海道、本州、四国、九州（佐賀県）に分布する。仏炎苞は濃紫色。花序付属体は長さ60cmになり、先は長く糸状に伸びる[5]。
- ナンゴクウラシマソウ Arisaema thunbergii Blume subsp. thunbergii[10] - ウラシマソウの分類上の基本種。本州（紀伊半島以西）、四国、九州、朝鮮半島（南部島嶼）に分布する。花序付属体の基部に小じわがある[2][5]。
- ヒメウラシマソウ Arisaema kiushianum Makino[11] - 日本固有種[9]。本州（山口県）、九州に分布する。仏炎苞の舷部の内面にT字型の白色の紋がある。花序付属体の先端は糸状に長く伸びる[5]。

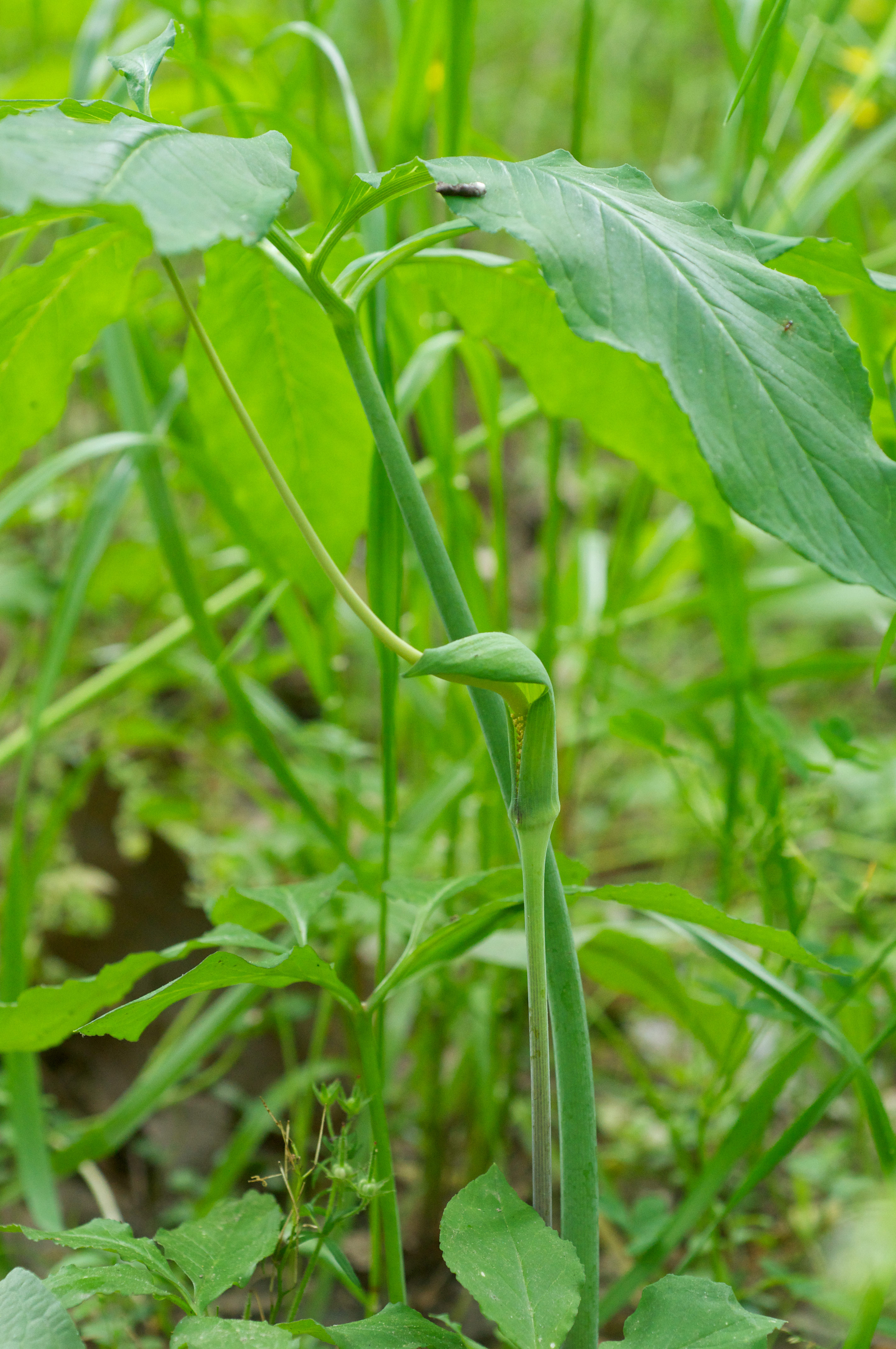
Arisaema dracontium
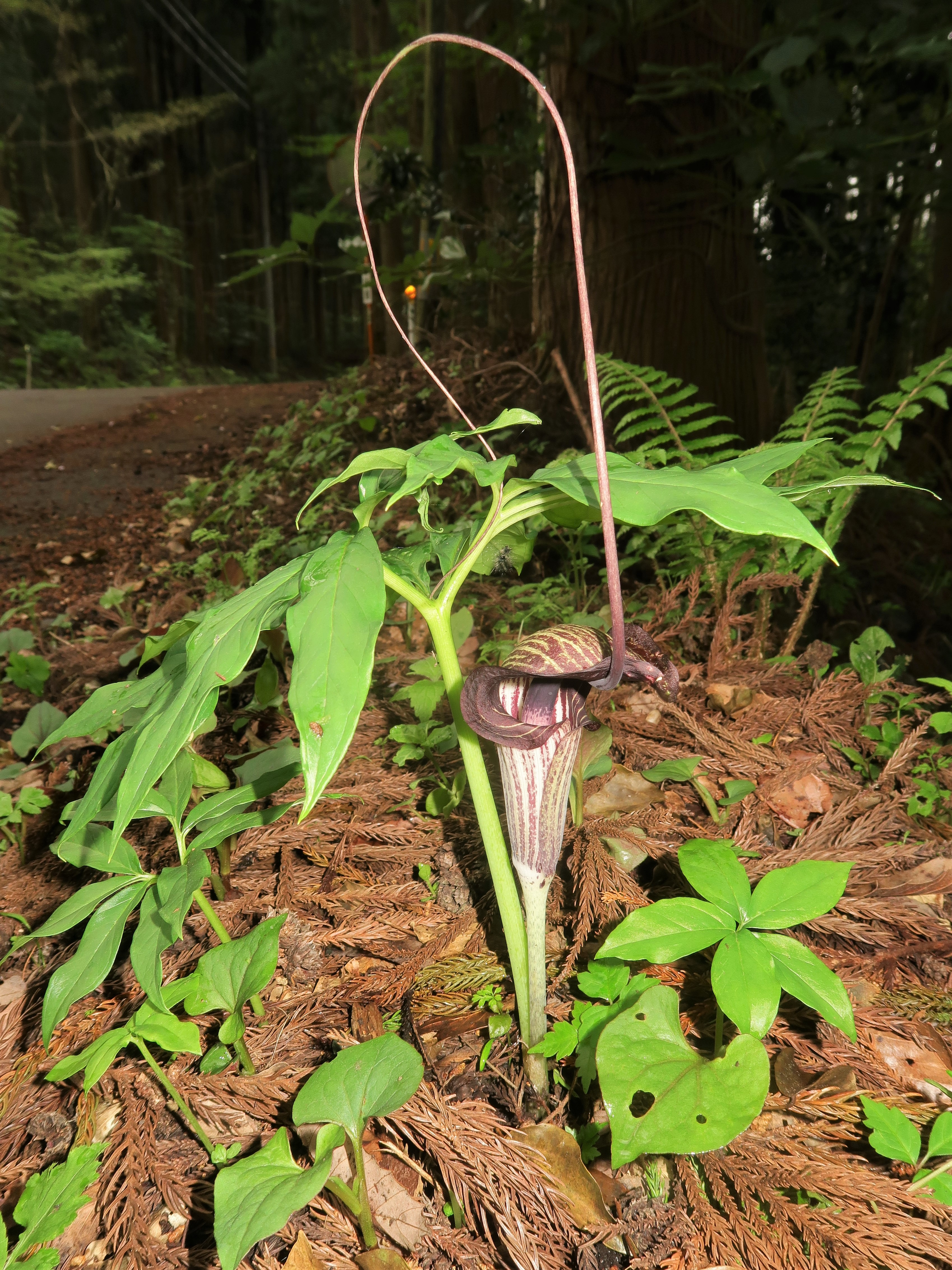
ウラシマソウ
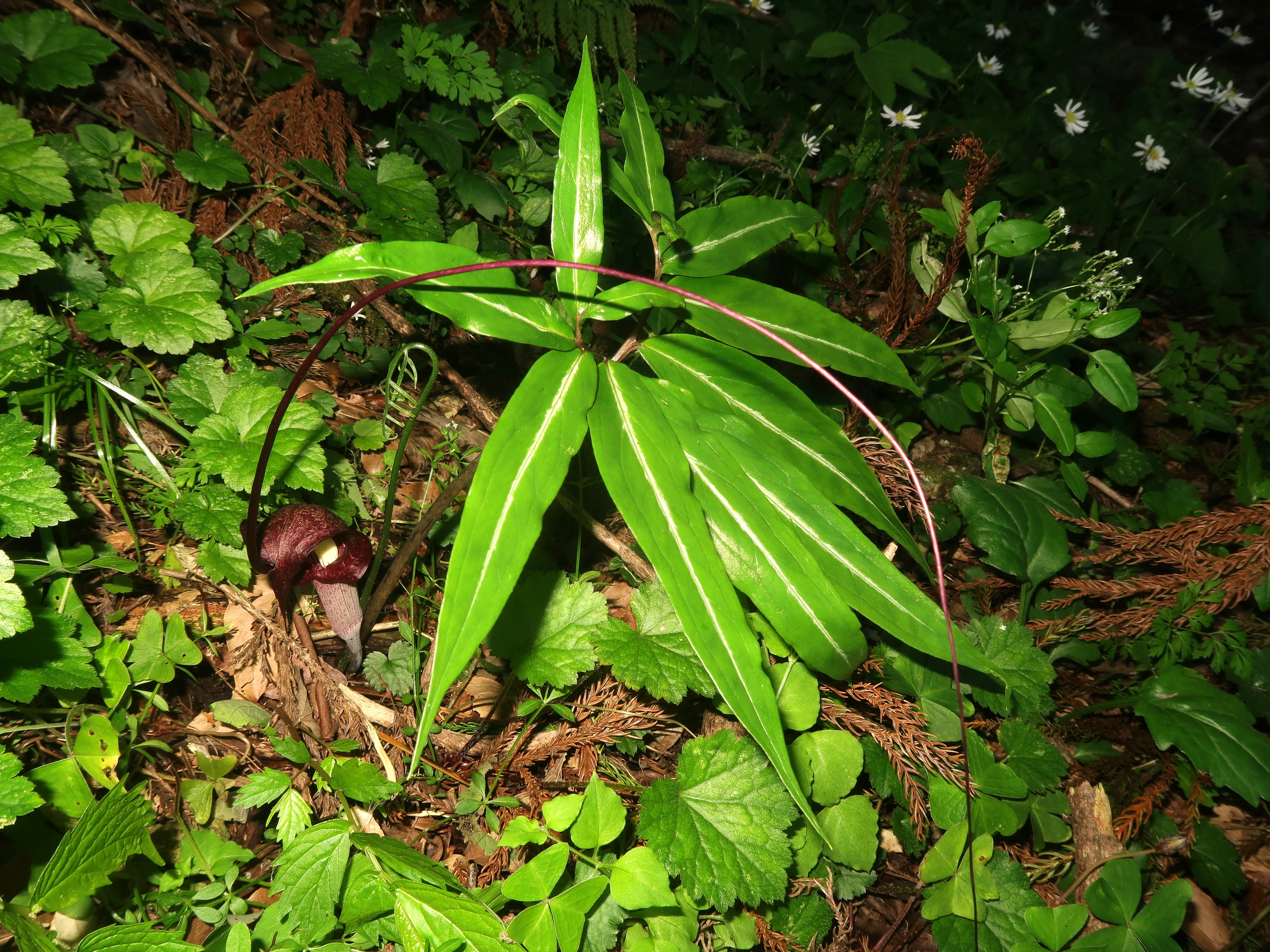
ナンゴクウラシマソウ